# Kirsten Gillibrand
Kirsten Elizabeth Rutnik Gillibrand (/ˈkɪərstən ˈdʒɪlᵻbrænd/ KEER-stən-_-JIL-i-brand; Buffalo, Nova Iorque, 9 de Dezembro de 1966) é uma política e advogada dos Estados Unidos. É a senadora júnior de Nova Iorque. Ela é membro do Partido Democrata e foi nomeada para o Senado pelo governador de Nova Iorque, David Paterson, em 2009; foi duas vezes eleita para a Câmara dos Representantes dos Estados Unidos pelo 20º distrito de Nova Iorque. Em dezembro de 2008, o então presidente eleito Barack Obama nomeou Hillary Clinton como Secretária de Estado, deixando um assento vazio na delegação de Nova Iorque no Senado. Depois de dois meses e muitos nomes potenciais considerados, o governador David Paterson nomeou Gillibrand para preencher a vaga. Gillibrand foi candidata à reeleição na eleição especial em 2010, quando foi reeleita com 63% dos votos.
Originalmente conhecida na Câmara por suas posições políticas moderadas e de centro-esquerda, desde a sua nomeação para o Senado, ela foi vista mais como uma progressista. Em ambos os casos, seus pontos de vista foram significativamente definidos pelo círculo eleitoral respectivo do momento (ou seja, um distrito conservador do Congresso, contra todo o estado de Nova Iorque, que é geralmente liberal). Gillibrand é também conhecida por defender com sucesso a revogação "Don't Ask, Don't Tell" e a adoção do James Zadroga 9/11 Health and Compensation Act.

## Início da vida e educação
Gillibrand nasceu em 9 de dezembro de 1966 e foi criada na região de Buffalo, sendo filha de Polly Edwina (nome de casada Noonan) e Douglas Paul Rutnik. Seus pais eram advogados, e seu pai também era um lobista, conhecido por seus laços estreitos com o Partido Republicano, embora ele é um democrata registrado. O casal abriu um escritório de advocacia e praticaram direito juntos até a data em que se divorciaram, quando Gillibrand tinha 22 anos. Gillibrand tem um irmão, Doug Rutnik, e uma irmã mais nova, Erin Rutnik Tschantret. Sua avó materna era Dorothea "Polly" Noonan, fundadora do Clube das Mulheres Democratas de Albany e uma figura importante durante a administração do prefeito de Albany Erastus Corning, cuja administração durou por mais de quarenta anos.  Gillibrand tem ascendência austríaca, alemã e irlandesa.
Gillibrand era conhecida pelo apelido de Tina, um nome adotado por seu irmão por ele não conseguir chamá-la de "Kirsten". Em 1984 ela se formou na Emma Willard School, em Troy, Nova Iorque e passou a estudar no Dartmouth College. Como ela estudou sobre a ásia, ela tornou-se falante fluente de mandarim, estudou em Pequim e Taiwan e adotou um nome chinês, Lu Tian Na (陆天娜); e ela ainda fala bem o suficiente para conversar em mandarim. Ela se formou com um magna cum laude em Bachelor of Arts em 1988. Como estudante em Dartmouth, Gillibrand era um membro da fraternidade Kappa Kappa Gamma. Durante a faculdade, ela fez um estágio no escritório do senador dos Estados Unidos Al D'Amato em Albany. Após sair de Dartmouth, Gillibrand entrou para a UCLA School of Law e formou-se com um Juris Doctor em 1991; ela teve a permissão para praticar direito no mesmo ano.

## Carreira de direito
Em 1991, Gillibrand entrou como associada no escritório de advocacia Davis Polk & Wardwell em Manhattan. Em 1992, Gillibrand tirou uma licença do Davis Polk para trabalhar como assistente judicial do juiz Roger Miner do Segundo Circuito Federal de Apelações, em Albany. Foi neste momento em que ela relembrou do apelido de infância Tina; o juiz Minner se recusou a chamá-la por um apelido, e passou a referir-se a ela como "Kirsten".
A atuação de Gillibrand na Davis Polk é mais conhecido por seu trabalho como advogada de defesa da empresa de tabaco Philip Morris durante as ações movidas por homicídio culposo, lesão e despesas médicas relacionadas ao fumo do cigarro. Durante o seu trabalho no caso Philip Morris, Gillibrand foi promovida a sócio sênior. Gillibrand diz que seu trabalho para a Philip Morris fez com que ela defendesse em vários casos o bem do povo e mulheres e seus filhos vítimas de violência doméstica, bem como inquilinos que procuram moradia segura depois ter condições inseguras em suas casas.
Enquanto trabalhava para a Davis Polk, Gillibrand se envolveu em -e mais tarde foi líder do- Fórum de Liderança da Mulher, um programa do Comitê Nacional Democrata. Gillibrand afirma que em um discurso para o grupo, a então primeira-dama Hillary Clinton deixou uma marca impressionável sobre ela: "[Clinton] estava tentando encorajar-nos a tornar-se mais ativo na política e ela disse, 'Se você deixar que todas as decisões forem tomas por outros, você pode não gostar do que é feito, e você não terá ninguém para culpar além de si mesmo'. "Foi um desafio para as mulheres na sala, isso realmente me atingiu... Ela está falando para mim".
Na Davis Polk Gillibrand trabalhou como Conselheira Especial do Secretário de Habitação e Desenvolvimento Urbano (HUD), na época Andrew Cuomo durante o último ano da administração de Bill Clinton. Gillibrand trabalhou na iniciativa da HUD Novos Mercados, bem como sobre na iniciativa Jovens Líderes e no fortalecimento da aplicação da lei Davis-Bacon.
Em 1999, Gillibrand começou a trabalhar para a campanha de Hillary Clinton para o Senado dos Estados Unidos; lá, ela se concentrou na campanha para mulheres jovens a incentivá-las a aderir à campanha. Muitas dessas mulheres acabaram trabalhando em campanhas futuras de Gillibrand. Gillibrand e Clinton tornaram-se próximas durante a eleição, com Clinton se tornando uma espécie de mentor para a jovem advogada. Gillibrand doou mais de 12 000 dólares para as campanhas de Clinton para o senado.
Em 2001, Gillibrand tornou-se sócia do escritório Boies, Schiller & Flexner de Manhattan, onde um de seus clientes foi o Grupo Altria, "pai" da empresa Philip Morris. Em 2002, ela informou à Boies sobre o interesse em concorrer para a Câmara dos Representantes dos Estados Unidos e foi autorizada a transferir-se para o escritório da empresa em Albany. Ela deixou a Boies em 2005 para iniciar sua campanha de 2006 para o Congresso.

## Câmara dos Representantes dos Estados Unidos

### Eleições
2006
A primeira eleição de Gillibrand para a câmara dos representantes dos Estados Unidos foi em 2006, quando concorreu para o 20º distrito de Nova Iorque no Congresso contra o representante republicano John Sweeney. Tradicionalmente conservador, o distrito e os seus antecessores tinham estado na maior parte do tempo em mãos republicanas até 1913; o então congressista Sweeney disse "os republicanos não podem perder" o distrito. Em novembro de 2006, o Partido Republicano tinha uma vantagem de 82 737 eleitores sobre os democratas em relação ao número de eleitores inscritos: 197 473 contra 114 736. Como as leis eleitorais de Nova Iorque permitem coligações, Gillibrand concorreu como democrata e pelo Partido das Famílias Trabalhadoras (Working Families), e além de ter a nomeação republicana, Sweeney foi candidato pelos partidos Conservador e Independência.
Durante a campanha, Gillibrand era uma candidata popular entre os democratas. Mike McNulty, congressista democrata do distrito vizinhoo, o 21º distrito congressional, fez campanha para ela, juntamente com Hillary e Bill Clinton, o ex-presidente apareceu duas vezes em eventos de campanha. Ambos os partidos investiram milhões de dólares em suas respectivas campanhas. Gillibrand foi visto como moderada por muitos conservadores. O jornal The American Conservative descreveu sua vitória eventual dizendo, "Gillibrand pode ganhar o seu distrito ao norte de Nova Iorque por está concorrendo como uma candidata da direita: ela fez campanha contra a anistia para imigrantes ilegais, prometeu restaurar a responsabilidade fiscal a Washington, e se comprometeu em proteger os direitos de armas."
O provável ponto da viragem na eleição foi em 1 de novembro, durante o lançamento de um relatório da polícia com dados de dezembro de 2005 de uma chamada feita para o número 911 pela esposa de Sweeney, na qual ela afirmou que foi agredida pelo marido. A campanha de Sweeney alegou que era uma mentira e prometeu que iria divulgar o relatório oficial da polícia do estado, mas isso nunca aconteceu. Em resposta, a campanha de Sweeney lançou um anúncio em que a esposa de Sweeney descrevia a campanha de Gillibrand como "uma desgraça".
Em 5 de novembro, uma pesquisa do Siena College mostrou Gillibrand à frente de Sweeney por 46%-43%. Gillibrand acabou vencendo com 53% dos votos. Após a vitória de Gillibrand, os republicanos rapidamente começaram a especular sobre quem iria concorrer contra ela em 2008. Gillibrand se destacou por sua habilidade em capatção de recursos, dando-lhe uma vantagem em sua futura designação para o Senado.
2008
Após a vitória de Gillibrand, os republicanos começaram rapidamente a especular sobre possíveis candidatos em 2008. Len Cutler, diretor do centro de estudos políticos e do governo no Siena College, indicou que seria difícil para Gillibrand manter o distrito em 2008, observando a vantagem substancial dos republicanos. Gillibrand, no entanto, ganhou a reeleição contra o ex-secretário de estado de Nova Iorque Sandy Treadwell. Apesar de ter estado significativamente melhor que Gillibrand na arrecadação de fundos, e prometendo nunca votar em projetos que visam aumentar os impostos, não aceitar um salário federal, e limitar-se a três mandatos, Treadwell perdeu a eleição por uma margem de 24 pontos, um aumento de quatro vezes em relação à eleição de 2006. Gillibrand teve 62,13% dos votos, contra 37,87% de Treadwell. Os democratas geralmente viram bons resultados durante a eleição para o Congresso de 2008, creditado, em parte, a um efeito cascata da eleição do presidente Barack Obama.

### Mandato
Após o início de seu mandato, Gillibrand tornou-se o primeiro membro do Congresso a publicar sua agenda oficial, listando com quem se encontrou em um determinado dia, bem como destinar pedidos e sua declaração financeira pessoal. Este "Relatório de luz solar", como seu escritório denominou, foi elogiado por um editorial do New York Times em dezembro de 2006 como sendo um "toque silencioso de revolução" em um sistema não-transparente. Ela se juntou a Coalização Blue Dog, um grupo formados por democratas moderados. Ela era conhecida por votar contra a Lei de Reforma da Imigração em 2007 e a lei proposta pelo presidente George W. Bush sobre o resgate de Wall Street.
Durante seu primeiro ano, Gillibrand abriu um processo de afectação de recursos do New York Times. Novas regras que exigem que representantes marquem seus nomes em solicitações foi visto como um aumento da transparência. Gillibrand afirmou que ela queria o que era melhor para seu distrito, exigindo que todos os projetos fossem testados antes da aprovação. Gillibrand foi descrita como sendo uma legisladora agressiva e alguém que por vezes suscita controvérsia dentro da Câmara. Os membros da delegação no Congresso de Nova Iorque eram conhecidos por referir-se a ela como "Tracy Flick".

### Comissões atribuídas
Enquanto na Câmara dos Representantes, Gillibrand foi membro das seguintes comissões e subcomissões:
- Comissão da Agricultura
  - Subcomissão de conservação, de crédito, energia e de pesquisas
  - Subcomissão de horticultura e agricultura orgânica
  - Subcomissão de pecuária, avicultura e laticínio
- Comitê dos Serviços Armados
  - Subcomissão da potência marítima e forças expedicionárias
  - Subcomissão sobre terrorismo e ameaças não convencionais

## Senadora dos Estados Unidos

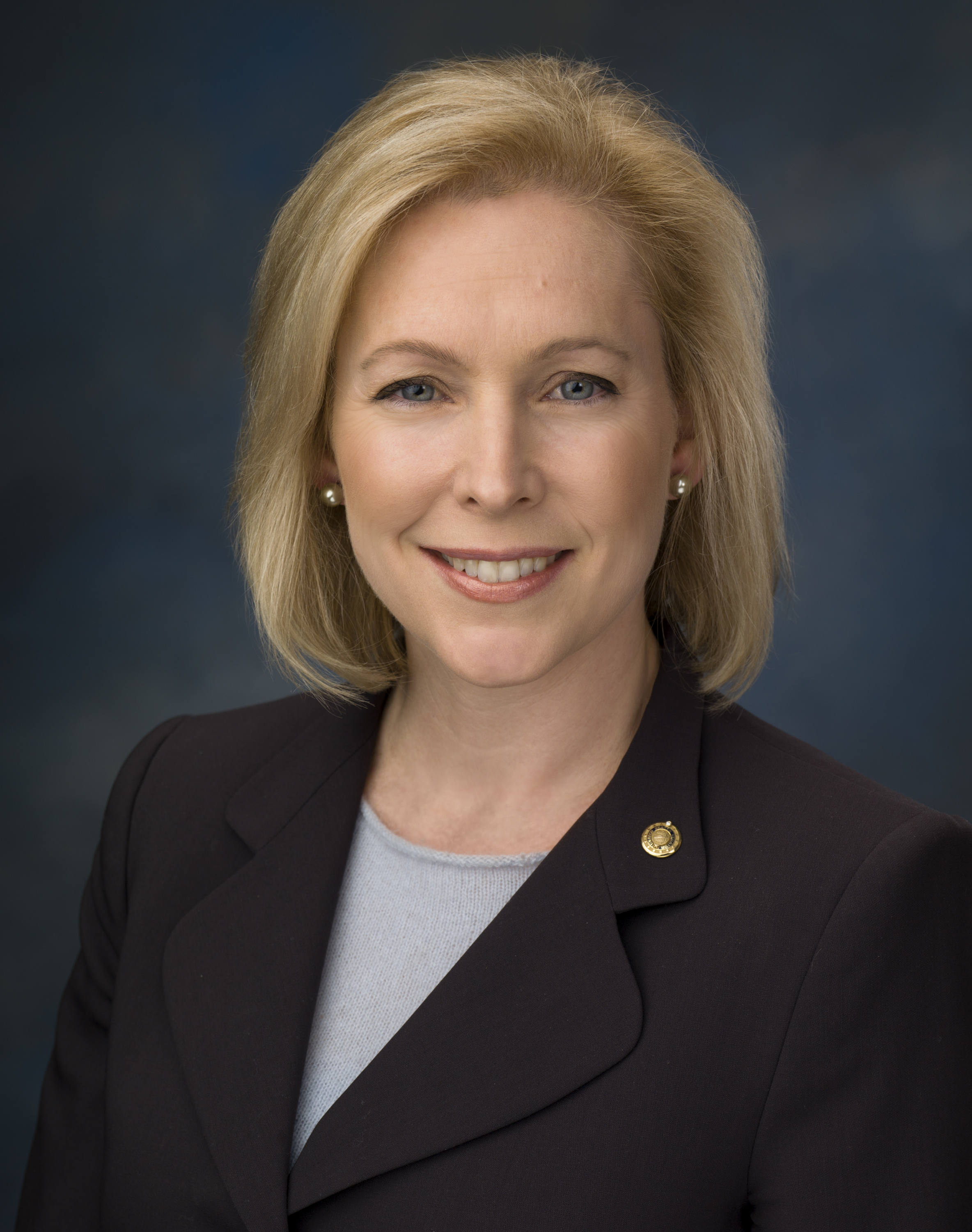
Foto oficial de Gillibrand para o 112º Congresso dos Estados Unidos

Em 1 de dezembro de 2008, o presidente eleito Barack Obama anunciou a escolha de Hillary Rodham Clinton, a senadora júnior de Nova Iorque, como Secretária de Estado. Isso deu início a um processo de pesquisas de dois meses para escolher o candidato que preenchesse sua vaga no Senado. Quando há um assento vago no Senado, a lei de Nova Iorque diz que o governador nomeia um substituto. Havendo uma eleição especial posterior, em 2010, para a conclusão do prazo do mandato, que termina em 3 de janeiro de 2013.
A seleção do governador David Paterson começou com uma série de nomes de destaque de Nova Iorque. Gillibrand fez campanha para Paterson para a sua indicação, se encontrando secretamente com ele em pelo menos uma ocasião, ela disse que fez um esforço para ressaltar suas eleições para a Câmara em um distrito em grande parte conservador, acrescentando que ela poderia ser um bom complemento para Chuck Schumer. O nome de Gillibrand se presumiu como uma escolha provável dias antes do anúncio oficial; Paterson fez uma conferência de imprensa ao meio-dia de 23 de janeiro de 2009 quando anunciou Gillibrand como sua escolha.

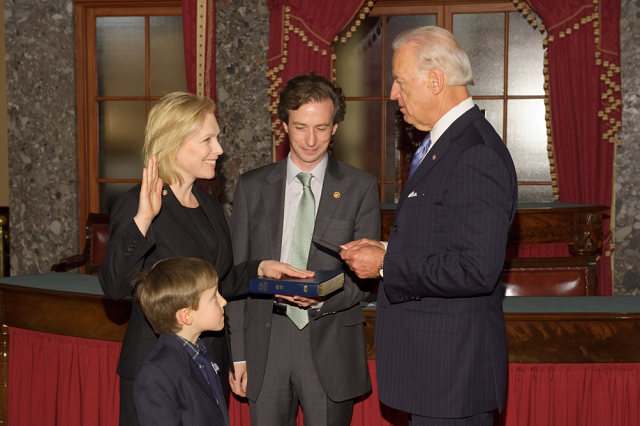
Gillibrand é empossada pelo vice-presidente Joe Biden, em janeiro de 2011.

Os comentários sobre a nomeação do governador foi mista. Os meios de comunicação norte do estado foi, em geral otimista sobre um senador vindo daquela região, sendo que Nova Iorque não tinha um senador dessa região do estado desde 1971, quando Charles Goodell deixou o cargo. Já as pessoas da área central do estado ficaram decepcionadas pela não seleção de Caroline Kennedy, com alguns meios de comunicação afirmando que a seleção ignorou a influência eleitoral de Nova Iorque e a região da capital sobre a política estadual (devido a população da área). Um perguntou explicitamente se a administração de Paterson estava ciente de que "eleições estaduais são vencidas e perdidas". O desconhecimento de Gillibrand no estado era inegável, com muitos eleitores achando a escolha surpreendente. Uma fonte afirma, "como todo democrata em Nova Iorque... com expectativas para a nomeação, havia um sentimento de perplexidade, depreciação e egos feridos, quando Paterson escolheu a legisladora júnior desconhecida de Albany."
Gillibrand foi empossada em 26 de janeiro de 2009; aos 42 anos, ela entrou no Congresso como o mais jovem senador(a) do 111º Congresso americano.

### Eleições
[[010 United States Senate special election in New York results map by county.svg|thumb|Gillibrand venceu em 54 dos 63 condados durante a eleição especial de 2010.]]
2010
Gillibrand venceu a primária democrata em 14 de setembro de 2010, tendo durante esse processo da eleição numerosos adversários potenciais. Alguns tornaram-se visíveis no momento da sua nomeação, mais notavelmente, a congressista de Long Island Carolyn McCarthy, que estava descontente com a postura de Gillibrand sobre controle de armas. McCarthy decidiu não se candidatar. Em março de 2009, o ex-congressista Harold Ford Jr. do Tennessee, considerou ser candidato, mas decidiu não se candidatar após a pressão do senador Chuck Schumer e outros democratas do alto escalão. O representante Steve Israel também era um candidato mas foi convencido pelo presidente Obama a não lançar candidatura. Preocupado com uma possível racha no partido, que poderia levar a uma aquecida no eleitorado, altos membros do partido apoiaram Gillibrand e pediram aos principais adversários para que desistissem das candidaturas. No final, Gillibrand  enfrentou Gail Goode, um advogado de Nova Iorque, e venceu a primária com 76% dos votos.
No que foi inicialmente previsto para ser uma eleição acirrada, Gillibrand facilmente prevaleceu sobre o candidato republicano Joseph DioGuardi, um ex-congressista de Nova Iorque, que representou o mesmo distrito congressional que Gillibrand havia representado anteriormente. Esta foi a a primeira eleição à nível estadual que Gillibrand concorreu. No final de outubro, uma pesquisa do Quinnipiac University Polling Institute mostrou Gillibrand com 57%, contra 34% de DioGuardi. Gillibrand venceu a eleição de novembro com 63%, contra 35% do republicano, venceu em 54 dos 62 condados de Nova Iorque. Nos condados em que DioGuardi venceu a margem de vitória não foi superior a 10%.
2012
A vitória de Gillibrand na eleição especial deu-lhe o direito de usar o saldo do segundo mandato de Clinton, que termina em janeiro de 2013. Gillibrand concorreu para um mandato completo de seis anos em novembro de 2012. Se ela ganhar ela vai ser a primeiro moradora do norte do estado a ser eleita para um mandato completo no Senado desde Kenneth Keating de Rochester, que ocupou a vaga de Gillibrand entre 1959-1965. Na eleição geral, Gillibrand enfrentou a candidata Wendy E. Long, uma advogada que foi escolhida pelo Partido Republicano e pelo Partido Conservador. Gillibrand foi apoiada pelo The New York Times e Democrat and Chronicle. Ela venceu a eleição com 72% dos votos, sendo a maior margem de vitória de um candidato na história do estado de Nova Iorque. O recorde anterior tinha sido estabelecido na eleição de 2004 por Chuck Schumer, quando ele teve 71% dos votos.

### Mandato
Em 9 de abril de 2009, quando uma vaga foi aberta para o Supremo Tribunal, um comunicado para a imprensa combinado por Schumer e Gillibrand afirmou que tinham um forte apoio pela nomeação de um latino para preencher a vaga. Sua primeira escolha foi Sonia Sotomayor, sendo que foi Schumer e Gillibrand que fizeram a introdução durante a votação de confirmação no Senado, em julho.
Durante a sessão "pato manco" do 111º Congresso, Gillibrand marcou duas substanciais vitórias legislativas: a revogação do Don't ask, don't tell e a passagem do James Zadroga 9/11 Health and Compensation Act. Ambos eram problemas que ela tinha defendido durante a sessão. No rescaldo dessas vitórias, muitos comentaristas disseram que estas vitórias marcaram o seu surgimento no cenário nacional.
Em 2011, Gillibrand visitou a sua amiga congressista Gabrielle Giffords, que havia sido baleada na cabeça durante o tiroteio em Tucson, Giffords abriu os olhos pela primeira vez após a tentativa de assassinato e apertou a mão de Gillibrand.
O National Journal declarou que Gillibrand era o décimo membro mais liberal do Senado em 2010, empatando com Chuck Schumer. Gillibrand foi escolhida uma entre os dois senadores mais liberais, de acordo com o National Journal de 2011, empatando com Jeff Merkley.
No início de 2012, Gillibrand foi co-patrocinadora da controversa PROTECT IP Act (PIPA). A lei destina-se a reduzir a pirataria on-line e downloads ilegais de materiais protegidos por direitos autorais; o projeto foi visto por muitos defensores da liberdade de expressão como um alto poder para o Governo dos Estados Unidos censurar a internet. Grandes protestos contra o projeto de lei foram feitos - incluindo importantes sites sendo fechados ou parando suas atividades por um curto período em protesto à PIPA-SOPA. Enquanto Gillibrand insistiu que os problemas eram grandes demais para ser ignorados, em face do clamor público contra a PIPA, ela então indicou que o projeto de lei pode não ter sido o melhor caminho para combater a pirataria.

### Comitês atribuídos
Enquanto no Senado, Gillibrand foi membro das seguintes comissões:
- Comissão da agricultura, nutrição e florestas
  - Subcomissão de marketing interno e externo, inspeção e Saúde Animal e vegetal (Presidente)
  - Subcomissão de ciência, energia e tecnologia
  - Subcomissão de fazendas, nutrição, fome e família
- Comissão de Serviços Armados (112º Congresso)
  - Subcomissão de tropas do ar e da terra
  - Subcomissão de ameaças emergentes e capacidades
  - Subcomissão de forças estratégicas
- Comissão do meio ambiente e obras públicas
  - Subcomissão de empregos verdes e a nova economia
  - Subcomissão de supervisão
  - Subcomissão de sobre a Superfund, tóxicos e saúde ambiental
- Comissão de Relações Exteriores (111º Congresso)
  - Subcomissão de Assuntos da Ásia Oriental e do Pacífico
  - Subcomissão de desenvolvimento internacional, assistência externa, economia, e de proteção ambiental internacional
  - Subcomissão de operações e organizações internacionais, direitos humanos, democracia e assuntos globais da mulher
  - Subcomissão do Hemisfério Ocidental, corpo de paz e assuntos de narcóticos
- Comissão Especial de Envelhecimento

Membro dos seguintes caucos
- Caucus sobre crianças saudáveis
- Caucus sobre a conservação internacional
- Caucus do senado sobre a mulher
- Caucus dos desportistas